# Trifluridina
La Trifluridina (también llamada trifluorotimidina o TFT) es un fármaco antiviral contra el herpes.
Trifluridina fue aprobada para uso médico en 1980. También es un componente con Tipiracil de una droga anticancerosa de vía oral.

## Usos en medicina
El colirio de trifluridina se usa para el tratamiento de la queratitis y la queratoconjuntivitis causadas por el virus del herpes simple tipo 1 y 2, así como para la prevención y tratamiento de la infección ocular por vaccinia.